# Félix del Rosario
Félix del Rosario (San Francisco de Macorís, República Dominicana, 12 de julio de 1934-Santo Domingo, República Dominicana, 26 de octubre de 2012) fue un  músico, compositor y director de orquesta dominicano. A partir de la década de 1960, le imprimió un color diferente a los grupos de salsa y Merengue de la época, mediante una conformación distinta en la sección de metales y sus aproximaciones con el jazz afrocubano.

## Biografía
Nació el 12 de julio de 1934, en San Francisco de Macorís, iniciando sus estudios en la música a los 15 años en la escuela municipal de música de su ciudad natal.
Siendo muy joven emigró a Santo Domingo, por entonces Ciudad Trujillo e ingresó a la Banda de la Marina de Guerra llegando a alcanzar rango de oficial.  Desde esa época se fue interesando por la música del jazz y en 1953 pasó a formar parte de la orquesta de Antonio Morel.  Poco más tarde, trabajó con Amado Vásquez, Agustín Mercier y Rafael Solano.
En el año 1964 formó su conjunto «Félix del Rosario y Sus Magos del Ritmo».  Este grupo mantendría una vigencia por más de 20 años en la música popular dominicana.  Entre los músicos que formaron parte de esa agrupación, estuvieron Antonio Peña, Papito Bazán, Quico Marcano y Manuel Perdomo, así como los cantantes Frank Cruz y  «El Negrito Macabí».  Años más tarde formó la Santo Domingo All Star y el Grupo Félix. 
Sus merengues ocupan un lugar destacado dentro de repertorio dominicano de música popular con temas como, «Papá Bocó», compuesto por Manuel Sánchez Acosta; «Víctor y Memelo», «Mal Pelao»; «La Caperucita» y «El Secuestro». También compuso temas que lindaban con el jazz afrocubano.  Tal es el caso de «Carmen», una fusión de guaracha con jazz latino.
En la música de Félix del Rosario se puede apreciar con gran influencia de la bossa nova y el jazz,  donde volcó sus inquietudes como improvisador solista. También,  cambió la conformación “clásica” de las bandas de merengue de la época., pasando de dos saxos, dos trompetas y un trombón al esquema de solo dos saxos, alternando  saxo alto, saxo barítono, saxo tenor y flauta. 
Recibió varios reconocimientos y distinciones como la de «Hijo Meritorio» de su ciudad natal, en 1973; un Casandra Especial y la Orden del Mérito de Duarte, Sánchez y Mella, en 1995.
Falleció el 26 de octubre de 2012, a los 78 años, de un infarto.

## Discografía
- Félix del Rosario y Sus Magos del Ritmo (1964)

1. Vista Clara
2. No Recuerdo Tu Pasado
3. Canción de Orfeo
4. Vicenta
5. Vivir de los Recuerdos
6. Papá Boco
7. Ay Que Negra Tengo
8. Otro Fin de Semana
9. Mal Pelao
10. Desesperanza
11. Azucón
12. Carmen

- Félix del Rosario y Sus Magos del Ritmo (1965)

1. El Mono
2. Llévatela
3. Déjalo Quieto
4. Junto a la Fuente
5. Corcovado
6. Sin Merengue
7. Brinca la Tablita
8. Mi Decisión
9. Goza Mi Ritmo
10. Tímido
11. Sabor a Miel
12. La Bailadora

- ¿Quieres Gozar? Vol. 6 (1965)

1. Viene del Congo
2. Víctor y Memelo
3. Sandra Primera
4. Como Quiera Se Llora
5. Sube a la Loma
6. Los Algodones
7. El Maní
8. Viva Santo Domingo
9. Quisqueya Guaguancó
10. Mi Guajira
11. El Ajo y la Cebolla

- Y Tú Tranquilo! (1965)

1. Viene del Congo
2. Víctor y Memelo
3. Sandra Primera
4. Como Quiera Se Llora
5. Sube a la Loma
6. Los Algodones
7. El Maní
8. Viva Santo Domingo
9. Quisqueya Guaguancó
10. Mi Guajira
11. El Ajo y la Cebolla

- El Locrio (1966)

1. El Locrio
2. Color y Sentimiento
3. La Vida No Cambia
4. Si No Hay Razón
5. Mi China Quiere Gozar
6. Espérame Allá
7. El Coco
8. Te lo Dije
9. Sabrosón
10. Lisboa Anitgua
11. Dafne
12. La Gotera de Juana

- Brinca la Tablita (1967)

1. El Mono
2. Llévatela
3. Déjalo Quieto
4. Junto a la Fuente
5. Corcovado
6. Sin Merengue
7. Brinca la Tablita
8. Mi Decisión
9. Goza Mi Ritmo
10. Tímido
11. Sabor a Miel
12. La Bailadora

- Parrandas Navideñas en Ritmo de Merengue (1968)

1. Llegó Navidad
2. Alegre Vengo
3. De la Montaña Venimos
4. Fiestas Navideñas
5. Cantares de Navidad
6. Cascabel
7. El Tren de la Navidad
8. Felicitaciones
9. Cantemos, Cantemos
10. Las Navidades

- En Nueva York (1969)

1. La Chiva Blanca
2. Bilongo
3. El Pegao
4. La Noche
5. Son Retosón
6. La Cúcara
7. San Antonio
8. Que Malas Son
9. Espera
10. Y Esa Muchacha

- Magia Instrumental Vol. 7 (1969)

1. Inédito
2. Mi Debilidad
3. Berimbau
4. Triste
5. Apasionado
6. Misty
7. Summertime
8. Incertidumbre
9. Poinciana
10. Más
11. Nimia
12. Un Hombre y Una Mujer

- Éxitos Navideños en Tiempo de Merengue Vol. 2 (1969)

1. Llegó Llegó
2. Nochebuena
3. Merengue Navideño
4. Venid Pastorcitos
5. Aguinaldo de la Virgen
6. En los Tiempos de Papá
7. La Rosa Blanca
8. Salve Navideña
9. Aguinaldo Dominicano
10. Brisas de Navidad

- Éxitos Navideños en Tiempo de Merengue Vol. 3 (1970)

1. La Parranda del Sopón
2. Mi Parranda de Navidad
3. Si No Me Dan de Beber
4. Flores de Amistad
5. La Pilandera
6. Vamos a Gozar
7. Candela
8. Aguinaldo Antillano
9. La Nochebuena
10. No Se Debe Llorar

- Caperucita (1970)

1. Caperucita
2. El Sancocho
3. El Mundo y el Amor
4. Cibao Adentro
5. Heroína
6. El Secuestro
7. Quisqueyanos
8. Increíble
9. Hatillo Palma
10. Pa' el Rincón

- Sax-Appeal (1970)

1. Ciego de Amor
2. El Mono
3. Increíble
4. Félix Llegó
5. Goza Mi Ritmo
6. Guaguancó Riff
7. Sandra Primera
8. Lágrimas Negras
9. El Coco

- La Escoba (1971)

1. Alegría
2. La Contesta de Viejo
3. Quiero Amanecer
4. Libre de Ti
5. Guaguancó Riff
6. La Escoba
7. La Piragua
8. Mi Pobre Novia
9. No Necesito de Ti
10. Lo Siento
11. Loreta

- Félix Llegó (1972)

1. Félix Llegó
2. La Tranca
3. Ay Cuca
4. Ni Cuerpo Ni Corazón
5. Tú No Comprendes
6. Sonrisa Na' Ma'
7. Si Tú Melones Vendieras
8. Cibaeño Embullao
9. Lágrimas Negras
10. Protestando y con Razón
11. Por Borracho
12. A lo Loco
13. Ni Fu Ni Fa

- Los Saxofones (1973)

1. Los Saxofones
2. Viejo con Vieja No Pega
3. Si Te Contara
4. De Medio Lao
5. Soul's Guinea
6. No le Den la Firma
7. La Bala
8. Mi Totoncito
9. Jazz Latino
10. Te Vi
11. Dolorita
12. Sokkian

- La Batalla (1973)

1. La Luz
2. La Batalla
3. Mala Maña
4. A Quién No
5. El Hoyito
6. La Inflación
7. Cenizas
8. El Enano
9. Ciego de Amor
10. Mi Totoncito
11. La Vara

- Tambores de Panamá (1974)

1. Tambores de Panamá
2. Arrollando
3. Fiesta en las Navidades
4. Jovinita
5. La Muela
6. Mi Anhelo
7. Amor en el Fundo
8. Navidad con los Magos
9. El Hijo de Mi Mujer
10. Que Me Digan Feo

- Merengues Tradicionales Bailable-Instrumental (1974)

1. El Che Blanco
2. Cara Sucia
3. Caña Brava
4. El Negrito del Batey
5. El Marinero
6. Los Saxofones
7. El Sancocho Prieto
8. Guayacanal
9. La Subidora
10. Desiderio Arias

- Lo Mejor de Félix del Rosario (1975)

1. Que Lástima Me Da
2. Desesperanza
3. Otro Fin de Semana
4. Vivir de los Recuerdos
5. El Mono
6. Carmen
7. Mal Pelao
8. Salve de los Prados
9. Víctor y Memelo
10. Ay Que Negra Tengo

- Mi Gran Sufrir (1976)

1. Mi Gran Sufrir
2. La Macura
3. Estúpido Corazón
4. Limbo Rock
5. Yo Soy Así
6. Ansias de Ti
7. Azucón
8. Óyeme Félix
9. Una Falsia
10. La Malchantera

- Merengue Fever (1978)

1. Río Rebelde
2. Mis Años con Ella
3. El Reloj
4. Para Decir Adiós
5. El Burrito
6. No Renunciaré
7. Acaríciame
8. Fresa Salvaje
9. Fuiste Mía un Verano
10. Rosa Rosa

- Merengues Instrumentales Vol. 2 (1978)

1. Compadre Pedro Juan
2. La Soga
3. Palo Bonito
4. Siña Juanica
5. Loreta
6. Mosaico n.º 1
7. La Empalizá
8. Los Limones
9. Fiesta Navideña

- Fiebre de Merengues con Amor (1980)

1. Sin Ti
2. Madrigal
3. Boda Gris
4. Cien Años
5. Únicamente Tú
6. Linda
7. Espinita
8. Adán y Eva
9. Obsesión
10. Entre Tu Amor y Mi Amor

- Los Merengues de Mi Tierra (1980)

1. Lo Que Ha Quedado
2. Una Noche No Es Bastante
3. El Gallo Mojado
4. El Aumento
5. Alguien Como Tú
6. Yo Soy un Barco
7. Si Te Vas
8. El Mentiroso
9. Te Pido Perdón

- Santo Domingo All Star Band (1982)

1. Hay Cariño o No Hay Cariño
2. Amor, Amor, Amor
3. Cinco Años
4. A la Mala
5. La Cicatriz
6. Sí
7. Cualquiera Va
8. Abusadora

- 15 Éxitos Navideños en Ritmo de Merengue (1982)

1. Cascabel
2. De la Montaña Venimos
3. Cantemos, Cantemos
4. Cantares de Navidad
5. Felicitaciones
6. Las Navidades
7. Llegó la Navidad
8. El Tren de la Navidad
9. Alegre Vengo
10. En los Tiempos de Papá
11. La Rosa Blanca
12. Candela
13. Si No Me Dan de Beber
14. Aguinaldo Antillano
15. La Parranda del Sopón

- Merengue con Clase! (1984)

1. Pin Pun Como Tú
2. Con las Horas Contadas
3. Mami No Relajes
4. Navidad Sin Pan
5. Asesina
6. Ya No Tiene Ganas
7. Mujer de Pelo de Oro
8. El Condor Pasa

- Merengue con Clase! (1985)

1. Yo Renaceré
2. Cosas Que Se Han Perdido
3. Prisionero
4. Dame un Chele
5. No Hace Falta Ser Poeta
6. Yo Sí Sé Pero No Digo
7. El Merengue y Su Nacionalidad
8. Festival de Amor

- En los Tiempos de Ahora (1986)

1. Caramba Mi Compay
2. Vamos a Bailar
3. Enamorada
4. Por Culpa de Ella
5. Cara Dura
6. Mi Querer
7. Hoy Me Tengo Que Ir
8. Un Hombre Bueno

- El Tren de la Navidad (1988)

1. Si No Me Dan de Beber
2. Cuca
3. Venid Pastorcitos
4. En los Tiempos de Papá
5. Llegó Navidad
6. Rosa Blanca
7. Mosaico Navideño: Alegre Vengo / El Tren de la Navidad / Cascabel

- Vivir de los Recuerdos (1988)

1. La Bailadora
2. Vivir de los Recuerdos
3. Hatillo Palma
4. Mi Decisión
5. Mal Pelao
6. La Caperucita
7. Otro Fin de Semana
8. El Locrio
9. No Recuerdo Tu Pasado
10. Los Algodones

- Félix Navidad (1990)

1. Cascabel
2. Alegre Vengo
3. Llegó Navidad
4. La Rosa Blanca
5. Candela
6. Parranda Quisqueyana
7. Navidad Sin Mi Madre
8. Skokian

- 20 Grandes Éxitos (1994)

1. Brinca la Tablita
2. El Locrio
3. Sin Merengue
4. Lisboa Antigua
5. Si No Hay Razón
6. La Gotera de Juana
7. Déjalo Quieto
8. La Vida No Cambia
9. Llévatela
10. Espérame Allá
11. El Mono
12. Boleros a lo Félix
13. Corcovado
14. Víctor y Memelo
15. Tímido
16. Dafne
17. Sabrosón
18. Mi Decisión
19. Goza Mi Ritmo
20. La Bailadora

- Navidad Criolla (1994)

1. Navidad Sin Mi Madre
2. La Rosa Blanca
3. Llegó Navidad
4. Candela
5. Cascabel (Versión Sin Niños)
6. Cascabel (Versión con Niños)
7. Parranda Quisqueyana
8. Skokian
9. Alegre Vengo (Versión con Niños)
10. Alegre Vengo (Versión Sin Niños)

- Parrandas Navideñas en Ritmo de Merengue: 15 Éxitos (1995)

1. Cascabel
2. Alegre Vengo
3. De la Montaña Venimos
4. Cantares de Navidad
5. Felicitaciones
6. Candela
7. Si No Me Dan de Beber
8. La Parranda del Sopón
9. Aguinaldo Antillano
10. Llegó la Navidad
11. En los Tiempos de Papá
12. La Rosa Blanca
13. Cantemos Cantemos
14. Las Navidades
15. El Tren de la Navidad

- Rosario de Éxitos (1998)

1. Yo Renaceré
2. Por Doquiera
3. Un Hombre Bueno
4. Por Culpa de Ella
5. Será
6. Prisionero
7. Cara Dura
8. Caramba Mi Compay
9. Vamos a Bailar
10. Hoy Me Tengo Que Ir
11. Mi Querer
12. Se Enamoró

- El Disco de Oro (2000)

### Vol. 1
1. El Locrio
2. Sin Merengue
3. Los Algodones
4. Mi Debilidad
5. Junto a la Fuente
6. El Maní
7. Si No Hay Razón
8. Mi China Quiere Gozar
9. Víctor y Memelo
10. Llévatela
11. Viva Santo Domingo
12. Sabrosón
13. Mi Guajira
14. Color y Sentimiento
15. Déjalo Quieto

### Vol. 2
1. La Gotera de Juana
2. La Bailadora
3. Como Quiera Se Llora
4. Lisboa Antigua
5. Brinca la Tablita
6. Sube a la Loma
7. Mi Decisión
8. El Ajo y la Cebolla
9. La Vida No Cambia
10. Espérame Allá
11. Apasionado
12. Tímido
13. El Mono
14. Quisqueya Guaguancó
15. Te lo Dije

- 20 Éxitos Para Siempre (2013)

1. Boleros a lo Félix
2. Brinca la Tablita
3. Corcovado
4. Dafne
5. Déjalo Quieto
6. El Locrio
7. El Mono
8. Espérame Allá
9. Goza Mi Ritmo
10. La Bailadora
11. La Gotera de Juana
12. La Vida No Cambia
13. Lisboa Antigua
14. Llévatela
15. Mi Decisión
16. Sabrosón
17. Si No Hay Razón
18. Sin Merengue
19. Tímido
20. Víctor y Memelo